# Tissu végétal
Pour les articles homonymes, voir tissu.
 (novembre 2023).
Si vous disposez d'ouvrages ou d'articles de référence ou si vous connaissez des sites web de qualité traitant du thème abordé ici, merci de compléter l'article en donnant les références utiles à sa vérifiabilité et en les liant à la section « Notes et références ».

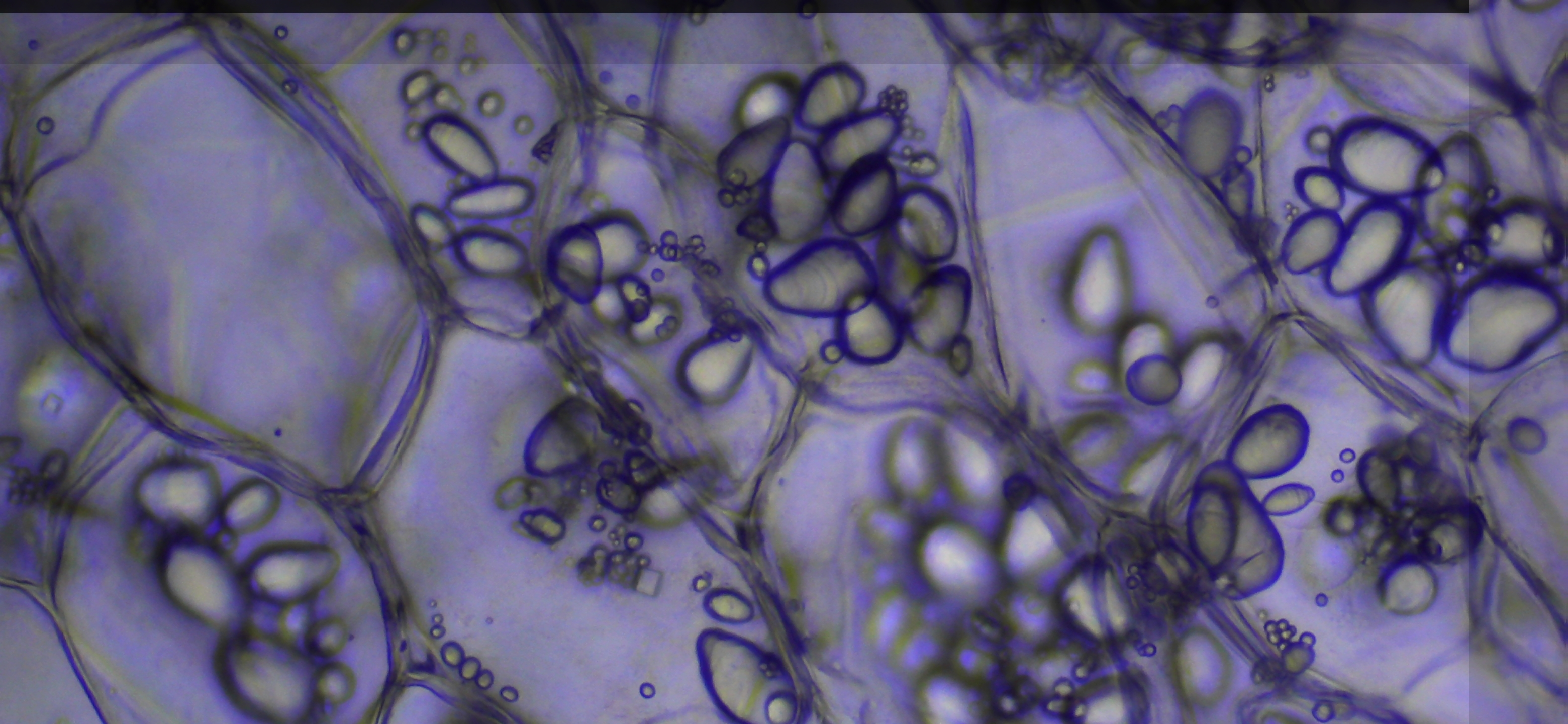
Tissu végétal d'un plant de pomme de terre (Leucoplaste).

Un tissu végétal est un groupement de cellules végétales ayant une même origine embryologique et qui se sont semblablement différenciées dans le but de remplir une fonction déterminée. Les tissus végétaux sont le sujet d'étude de l'histologie végétale. Bien que moins nombreux que les tissus animaux, ils peuvent se diviser en plusieurs catégories structurales ou fonctionnelles.
Il existe pour chacun de ces tissus un code graphique permettant la représentation schématique d'une coupe histologique.
Il existe deux types de tissus :
- les tissus simples : constitués de cellules identiques (tissus de revêtements, sécréteurs, soutiens, de remplissage) ;
- les tissus complexes : constitués de différents types cellulaires (tissus conducteurs, soutiens, remplissage).

## Méristèmes
Chez les végétaux supérieurs, toute cellule est issue d'un méristème c'est-à-dire d'un centre de divisions cellulaires intense, en perpétuel cloisonnement. Ce sont des tissus composés de cellules peu ou pas différenciées, capables de produire des cellules aux destins différents. Véritables « cellules-souches » végétales, elles sont d'autant plus fondamentales qu'aucune croissance n'est plus possible après rigidification de la paroi. 
Certains méristèmes ont une durée de vie limitée (méristèmes foliaires et floraux en particulier), d'autres permettent une croissance indéfinie (méristèmes apicaux). 
Ils peuvent être de deux types : on considère classiquement que les méristèmes primaires sont organogènes (ils fabriquent des tiges, des feuilles...) tandis que les méristèmes secondaires ne sont que histogènes (ils fabriquent des tissus, mais pas d'organes).

### Méristèmes primaires
Les méristèmes primaires apicaux (caulinaire et racinaire), présents chez toutes les plantes, assurent la croissance en longueur. Ils sont situés à l'extrémité des tiges et des racines, qu'ils engendrent.
- apical caulinaire
- apical racinaire
- axillaire
- foliaire
- internodal (monocotylédones)
- floral

### Méristèmes secondaires
Les méristèmes secondaires effectuent une croissance en épaisseur chez certaines plantes seulement (notamment pas chez les monocotylédones). Ils ne se mettent en place que chez toutes les Gymnospermes et chez certaines Angiospermes dicotylédones. D'un fonctionnement plus tardif, ils se constituent au sein d'un organe existant déjà et permettent l'acquisition des caractéristiques de végétal ligneux (par opposition à herbacé), en particulier rigidification, port érigé, et formation de bois « véritable » (xylème secondaire). L'appellation « arbre » implique la présence de méristèmes secondaires.
Les méristèmes secondaires (cambium et phellogène) se présentent sous la forme de fine assise indifférenciée, produisant alternativement des couches de cellules vers le centre (xylème et phelloderme respectivement) et vers la périphérie (phloème et suber respectivement) :
- Cambium : ou zone libéro-ligneuse, génératrice des tissus de conduction, xylème secondaire ou bois pour la (sève brute) et phloème secondaire ou liber pour la sève élaborée ;
- Phellogène : zone subéro-phellodermique, génératrice des tissus de protection, suber ou liège ou phellème et phelloderme (pas toujours présent).

## Tissus conducteurs

### Plantes vasculaires
Chez les plantes vasculaires : 
- Xylème, qui conduit la sève brute des racines aux feuilles. Il est caractérisé par une forte imprégnation en lignine et autres polyphénols, et composé de cellules mortes.
- Phloème, qui redistribue le produit de la photosynthèse. Les cellules conductrices sont vivantes et participent activement à l'homéostasie de l'organisme. Il conduit la sève élaborée.

Ces deux types cellulaires sont encore entourés de parenchyme et de sclérenchyme. C'est l'ensemble du parenchyme, du sclérenchyme, du xylème et du phloème qui constitue les tissus conducteurs. 

### Bryophytes
Chez les Bryophytes : 
- Leptoïdes.
- Hydroïdes.

### Algues brunes
Chez les algues brunes (ex. : Laminaria) : 
- les hyphes en trompette.

## Tissus superficiels: de revêtement ou de protection

### Tissus primaires
- Épiderme, facilement visible sur les feuilles, non chlorophyllien, caractérisé par la présence de stomates.

### Tissus secondaires
- Suber ou liège, imperméabilisé par la subérine (hypertrophié chez Quercus suber, le chêne-liège). Il isole, et donc condamne, tous les tissus à sa périphérie, en particulier l'épiderme, qui n'existe donc pas au niveau du tronc chez les végétaux ligneux.
- Phelloderme, assise très fine de même origine que le suber.

## Tissus parenchymatiques: assimilateurs ou de réserves
Souvent peu caractérisés du point de vue cellulaire, les parenchymes forment le plus gros des tissus végétaux, et correspondent aux tissus conjonctifs animaux. 
Ils se classent selon leurs fonctions ou leurs particularités anatomiques :
- Chlorophyllien : photosynthèse, au niveau des feuilles.

Il est homogène chez les Gymnospermes, mais se différencie en parenchyme palissadique (en général vers le haut), intensément photosynthétique, et parenchyme lacuneux, en général sur la face foliaire inférieure, participant aux échanges gazeux par ses cryptes stomatiques.
- aérifère : stockage gazeux et flottaison chez les plantes aquatiques (feuille de Nymphea, tige de jonc...)
- aquifère : stockage d'eau chez les plantes succulentes (Aloe vera, Crassulacées).
- de réserve : radis (glucides simples), pomme de terre (amidon), mais aussi lipides ou protide

Ces cellules de stockage des réserves sont grosses, rondes et en très grand nombre.

## Tissus de soutien
Ce sont des tissus de nature parenchymateuse, mais dont la paroi pecto-cellulosique est très fortement épaissie. Le xylème et le phloème ont aussi un grand rôle de soutien.
- Sclérenchyme (lignifié)
- Collenchyme (cellulosique non lignifié)

## Tissus sécréteurs
Ils sont très variés (nectaires, hydathodes), et inégalement répartis entre les familles végétales. 
Ils correspondent à des canaux sécréteurs, ou à des parenchymes de stockage.
Les résines ou huiles produites sont souvent utilisées de façon industrielle :
- Latex (Hévéa) ;
- Myrrhe ( myrrha) ;
- Encens (Oliban,  sacra) ;
- Benjoin, mastic (Styrax benzoin ou Styrax tonkinensis) ;
- Résine (Conifères) ;
- Essences parfumées : lavande, thym, pin...

## Fusion de tissus
Lors du greffage, on implante un tissu d'une plante sélectionnée sur un porte-greffe de façon que les deux tissus fusionnent par inosculation.